# Manuel Domingos Xavier Francisco Eugénio Pio Teles da Gama
D. Manuel Domingos Xavier Francisco Eugénio Pio Teles da Gama (Lisboa, Beato, 5/6 de Outubro de 1840 - Vila Franca de Xira, Cachoeiras, 10 de Outubro de 1910), 1.° Conde de Cascais, foi um militar português.

## Biografia
Fez a Campanha de África da Guerra do Marrocos, onde combateu no Exército da Espanha, sob as ordens e como Ajudante de Ordens do General Joan Prim i Prats e, pelo seu valor, conquistou e foi condecorado com a Laureada Cruz de São Fernando de Espanha, etc.
Era grande amigo de José Maria de Eça de Queirós.
No último quartel do século XIX, adquiriu o Convento de Santo António da Castanheira ou Quinta de Santo António, em Vila Franca de Xira, Vila Franca de Xira.
O título de 1.° Conde de Cascais foi-lhe concedido por Decreto de D. Carlos I de Portugal de data desconhecida de 1898, por ocasião das festas comemorativas da Descoberta do Caminho Marítimo para a Índia, pelo seu glorioso antepassado D. Vasco da Gama, e como filho segundo da Casa Representante do Título de Marquês de Cascais. Usou as Armas e o timbre dos Condes da Vidigueira e Marqueses de Nisa com Coroa de Conde.
Fez parte da Sociedade por Acções constituída em 1900 e responsável pela edificação em 1901 da Praça de Touros Palha Blanco, em Vila Franca de Xira, Vila Franca de Xira.

## Dados genealógicos
Pertencia à paróquia de São Bartolomeu de Xabregas, em Lisboa, e foi batizado na capela particular da casa dos pais.
Era filho segundo de D. Domingos Vasco Xavier Pio Teles da Gama Castro e Noronha Ataíde Silveira e Sousa, 9.° Marquês de Nisa de juro e herdade, 13.° Conde da Vidigueira de juro e herdade, 13.° Almirante da Índia de juro e herdade e 9.° Conde de Unhão e de sua mulher D. Maria Constança de Saldanha da Gama.
Casou em Oliveira de Azeméis, Vila Chã, Capela do Covo, a 19 de Novembro de 1874 com Maria Isabel de Castro e Lemos de Magalhães e Meneses (Porto, Cedofeita, 12 de Agosto de 1850 - Lisboa, Santa Isabel, Rua do Jardim à Estrela, N.° 13, na sua casa, 25 de Abril de 1932), baptizada na capela Quinta de Santo Ovídeo dos Condes de Resende, irmã do 1.° Conde do Covo, filha de Sebastião de Castro e Lemos de Magalhães e Meneses, Senhor da Casa do Covo, etc, e de sua mulher Emília Maria Pamplona Carneiro Rangel Veloso Barreto de Miranda e Figueiroa ou Emília Antónia Pamplona de Sousa Holstein, sobrinha paterna do 1.° Visconde de Beire e sobrinha materna dum tio paterno do 1.º Conde de Palmela, 1.º Marquês de Palmela e 1.º Duque do Faial, logo 1.º Duque de Palmela, de ascendência Alemã e Italiana, com geração.